# Spårvagn

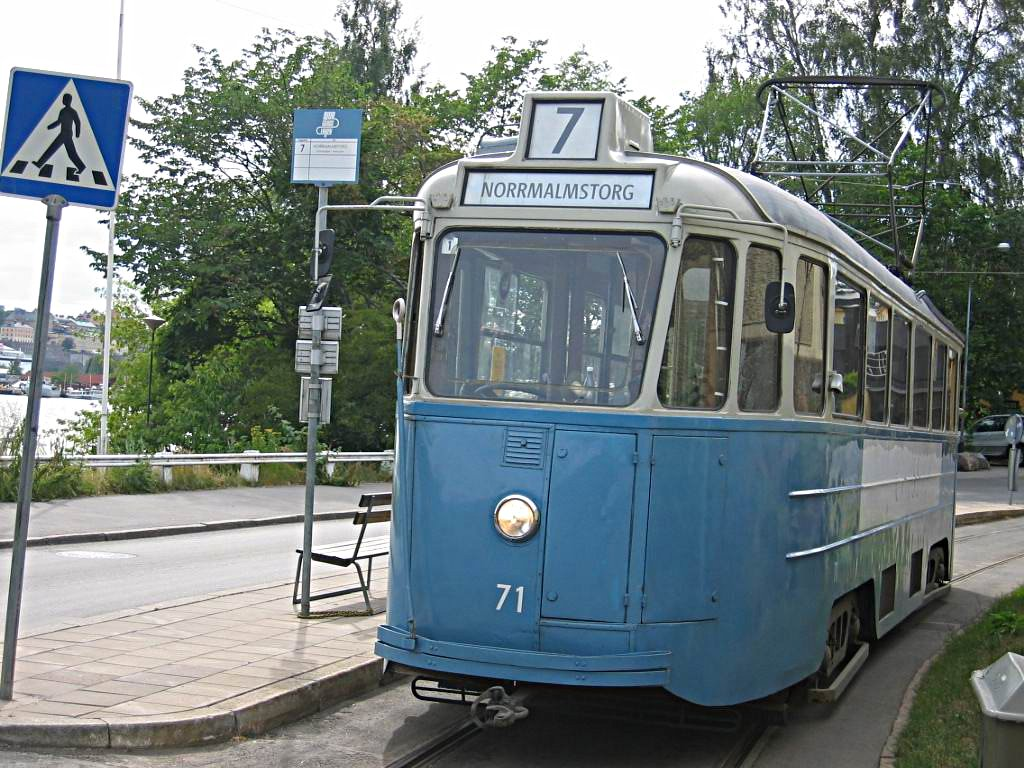
Spårvagn av Mustangtypen A25G på Djurgårdslinjen i Stockholm.

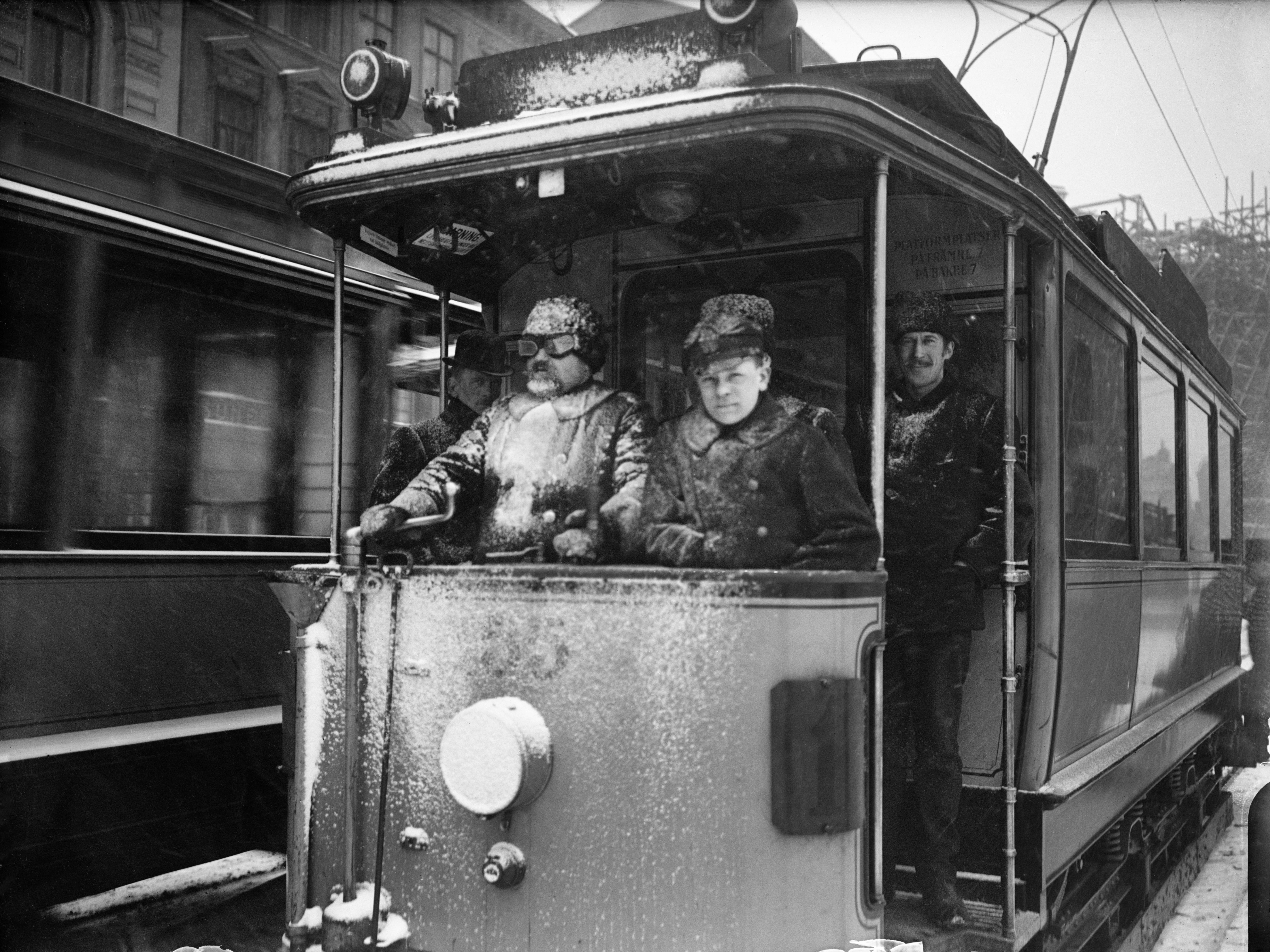
Spårvagn med öppen plattform i Stockholm 1908.

En spårvagn är ett personfordon för trafik på spårväg. Vanligtvis är spårvagnen konstruerad för att klara skarpa kurvor och stigningar. Den har ofta också kraftiga bromsar för att snabbt kunna stanna i gatumiljö, samt belysning och skyltning lämpliga för stadstrafik. Sedan länge är den elektriska spårvagnen den överlägset vanligaste, men även häst-, ång-, kabel-, bensin- och dieselspårvagnar har förekommit.
I Sverige finns spårvagnstrafik i Göteborg och Mölndal, Norrköping, Lund samt Stockholm, Lidingö, Sundbyberg, Nacka och Solna. I Malmköping och Malmö finns en museispårväg. I Europa finns omfattande spårvagnsnät i bland andra Sankt Petersburg, Berlin, Paris, Wien, och Budapest. I San Francisco finns kabelspårvagnar som drivs av en kabel för att klara de branta backarna i staden.

## Historia
Spårvägar började anläggas från och med 1890-talet i växande städer på grund av de ökade kraven på god kommunikation. Från 1930-talet och framåt började många städer att avveckla spårvägssystemen för att de ansågs vara i vägen för den ökande bilismen. Ett visst lyft, beroende på att spårvagnar är avgasfria, har kunnat skönjas med start på 1980-talet.

## Egenskaper

### Vanliga egenskaper
- En spårvagn är lättare än järnvägsfordon.
- En spårvagn är avsedd att klara snäva kurvradier. För att klara detta har spårvagnen ofta hjul med mindre diameter samt kortare hjulbas än ett järnvägsfordon. Kopplen och deras infästningar måste vara anpassade till kurvorna. Buffertar förekommer inte eftersom de skulle ta i varandra i snäva kurvor.

Personbefordran

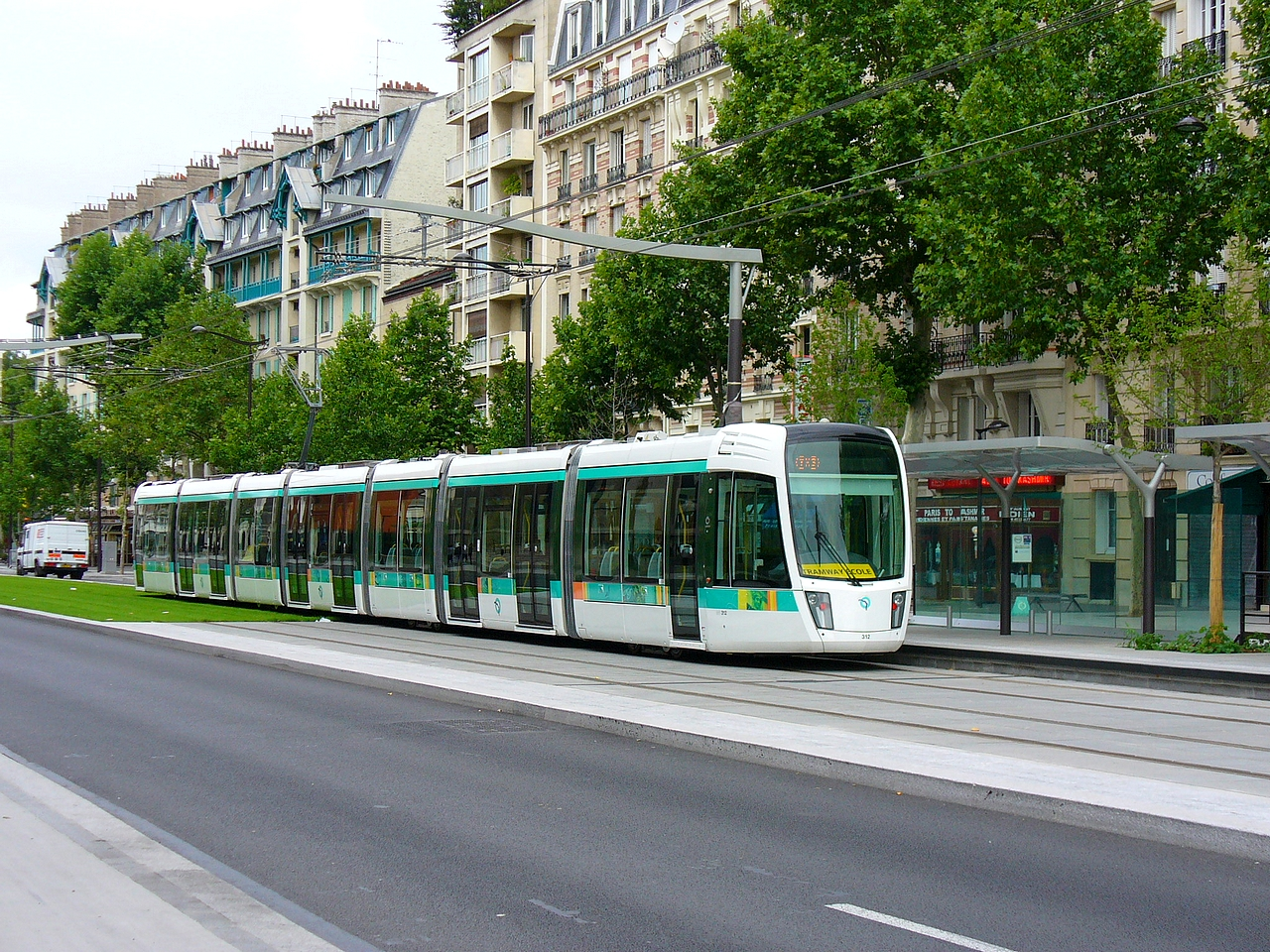
Låggolvsspårvagn i Paris.

- En spårvagn är vanligen avsedd för personbefordran. Särskilda godsspårvagnar har dock tidvis varit vanliga. Dels har det funnits lastlok, som kunde lastas direkt, dels godssläpvagnar. Det fanns också motorvagnar för styckegods. I Göteborg har det till och med funnits katafalkspårvagnar, vilka togs i bruk första gången den 2 juni 1918. Det var en öppen släpvagn där bänkarna tagits bort och ersatts av en katafalk.[2] Inga sådana specialvagnar finns idag i trafik i Sverige. Däremot finns det olika typer av arbetsvagnar: plogvagnar, mätvagnar och ledningsinspektionsvagnar. Många av dessa specialspårvagnars arbetsuppgifter har idag övertagits av spårgående landsvägsfordon, så kallad tvåvägsfordon.
- Om en spårvagn är en passagerarvagn, har den oftast egen motor, men förr var det vanligt att en vagn som hade motor var kopplad ihop med en släpvagn. Släpvagnar på elektriska spårvägar dras som regel av en motorvagn och är idag ovanliga. Lokdragna ångspårvagnar har också förekommit, till exempel i Bern i Schweiz (TÅG 3/06, s 24–26). Ångspårvagnarna i Stockholm var dock av motorvagnstyp. Krävs långa spårvagnståg, används idag oftast istället för släpvagnar multipeldrift, det vill säga två eller flera motorvagnar kopplas till varandra, alternativt ledspårvagn.
- En motorvagn är antingen en dubbel- eller enkelriktningsvagn. Den förra har förarhytt i båda ändar. Den senare endast i den ena, samt ofta en rangerkontroller, från vilken vagnen kan manövreras, i aktern. Dubbelriktningsvagnar har som regel dörrar på båda sidor, enkelriktningsvagnar normalt bara på ena. Enkelriktningsvagnar kräver vändslinga eller triangelspår för att kunna vända. Dubbelriktningsvagnar förekommer i Stockholm, Lidingö, Norrköping och Lund, medan enkelriktningsvagnar förekommer i Göteborg och Norrköping.

Gatuspår
- För att klara snävare kurvradier är spårvagnar kortare än järnvägståg och sällan mer än 30–60 meter långa.
- För att klara samtrafik med vägtrafikfordon och gående i gatumiljö är det särskilt viktigt med effektiva bromsar. Spårvagnar därför ofta utrustade med magnetskenbroms, en plan elektromagnet som hänger mellan spårvagnens hjul och som kan suga sig fast mot rälsen och så ge mycket hög friktion.
- Går spårvagnen i gata är den utrustad med belysning som ett vägtrafikfordon, för att uppfylla vägtrafikens krav. Krav i gatutrafik är bromsljus, körriktningsvisare samt positionsljus.

Spårväg och signaler
- Normalt kör man på sikt, det vill säga föraren ser avståndet till framförvarande spårvagn och undviker att köra på bakifrån. Detta kräver begränsad hastighet (i Göteborg 30-50 km/h), vilket ger lägre kapacitet. På järnväg och tunnelbana brukar signalsystemet förhindra två tåg att komma för nära.
- Läggs växlarna om elektroniskt inifrån vagnen, måste vagnen vara utrustad med signalgivare anpassade för systemet.

Vändning

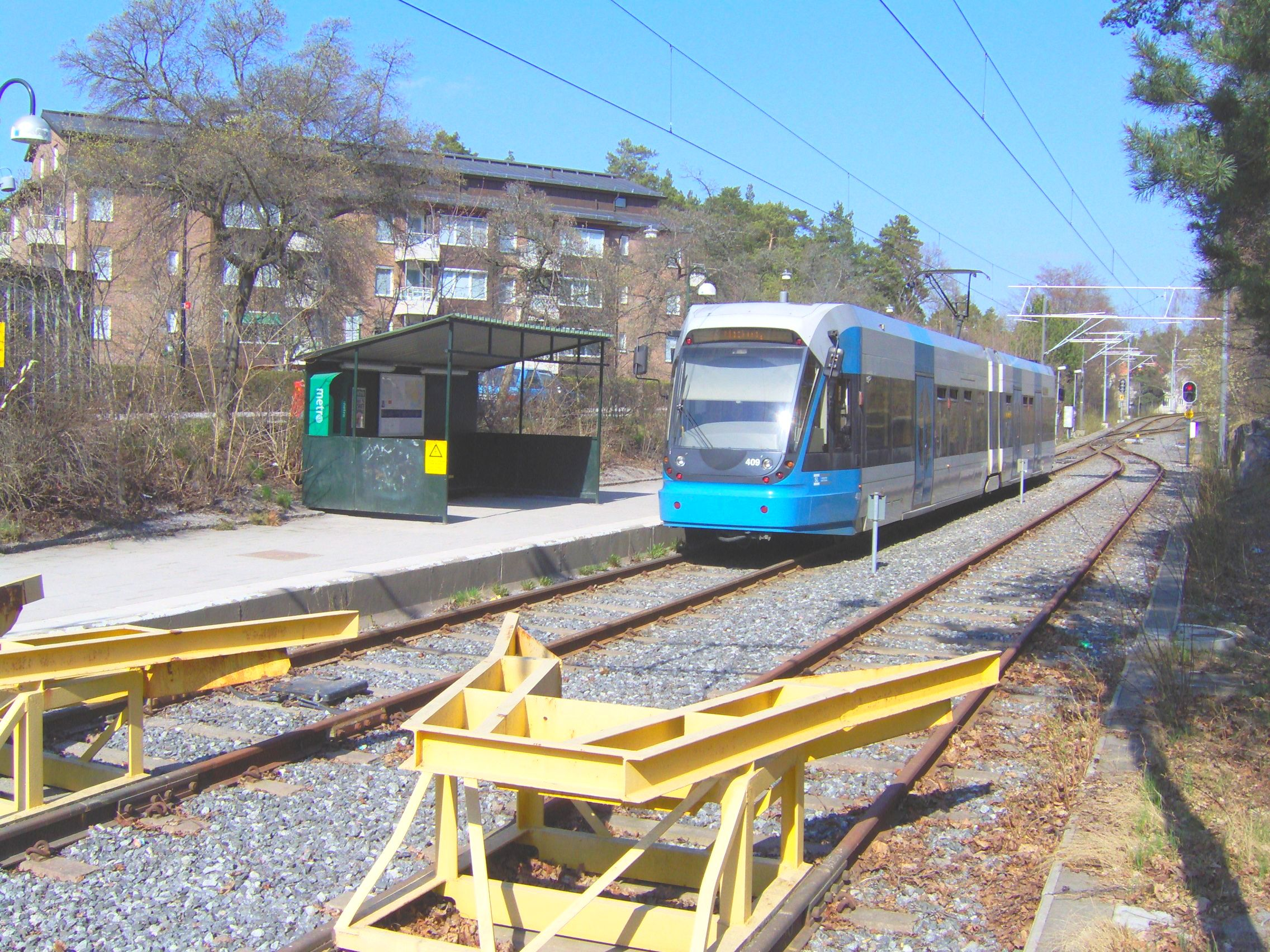
Spårvagn typ A32 på ändhållplatsen Nockeby på Nockebybanan i Stockholm fordrar en dubbelriktningsspårvagn.

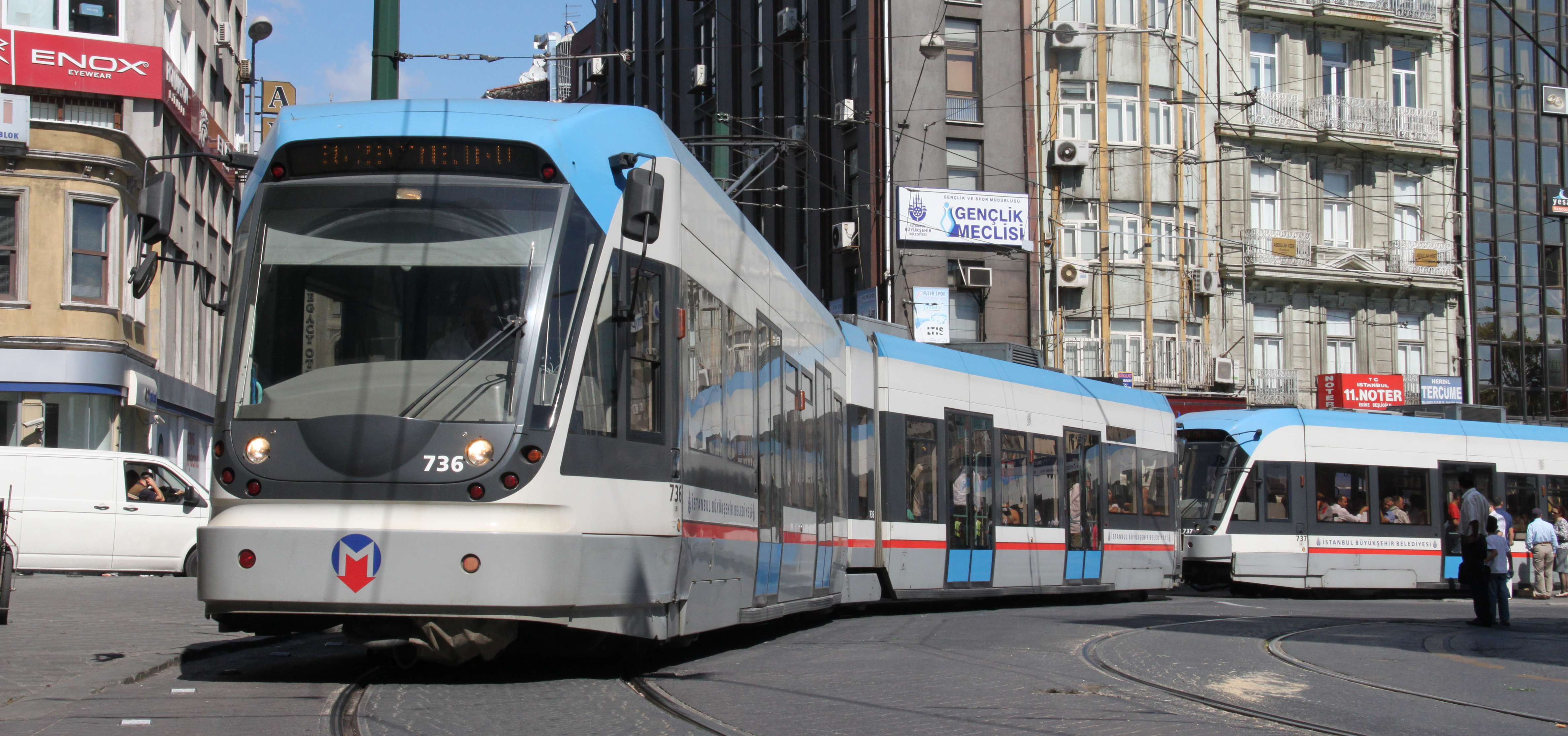
Spårvagnar typ A32 i Istanbul. Lägg märke till att vagnarna är identiska med vagnarna i Stockholm på bilden ovan bortsett från färgen

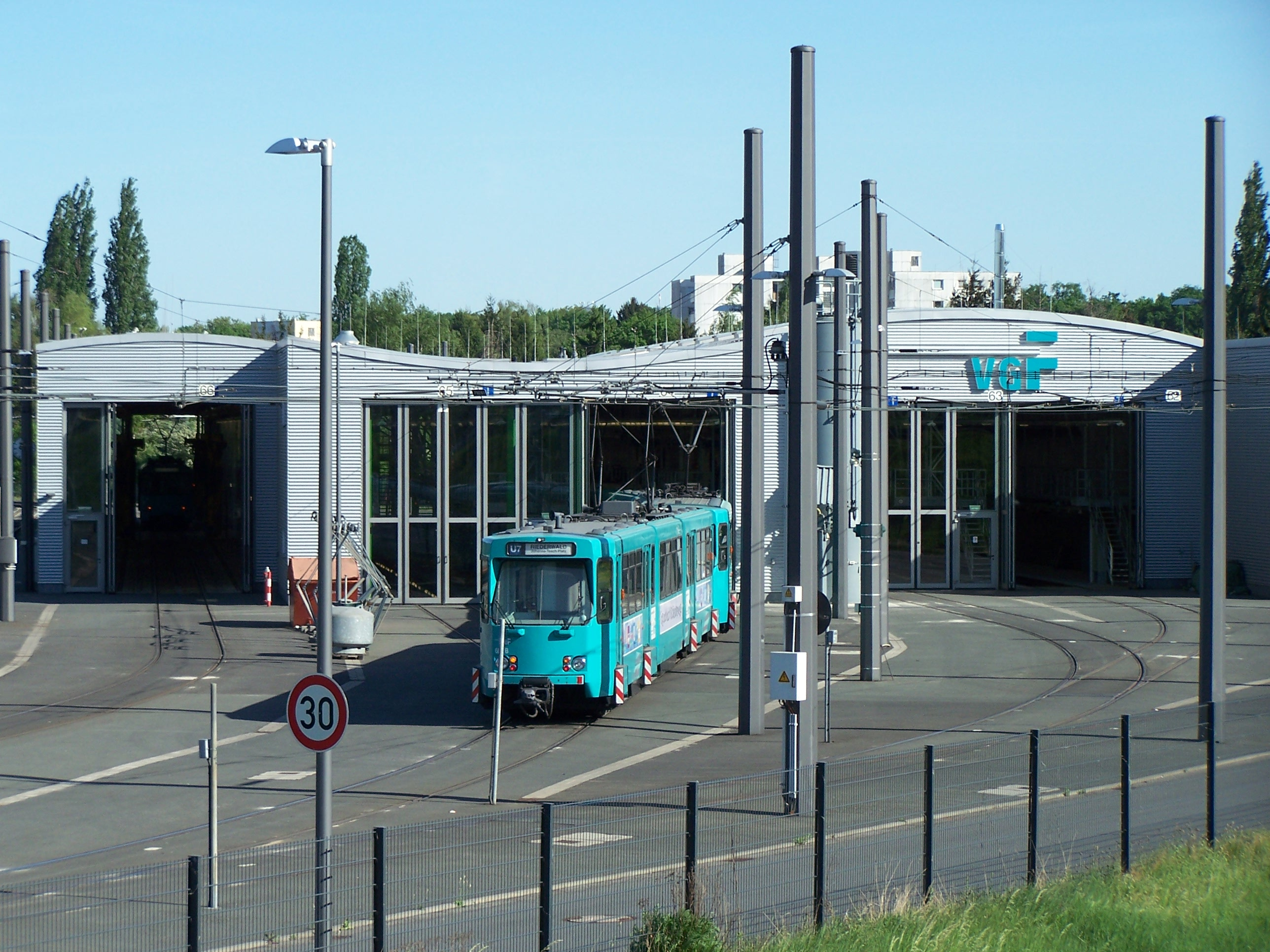
Spårvagn Düwag PTB i Frankfurt am Main vid depån Betriebshof Ost.

- En dubbelriktningsvagn kan vända utan vändslinga och har förarplatser i båda ändar och dörrar på båda sidor.
- En enkelriktningsvagn kräver vändslingor och har dörrar bara på ena sidan och en enda förarhytt. Göteborgs och Norrköpings spårvägar har det så. Högertrafikomläggningen klarade man i Göteborg genom att man började skaffa vagnar med dörrar på höger sida samtidigt som äldre vagnar byggdes om till högertrafikvagnar. Mustangerna genomgick en ombyggnadsfas i tre steg, där de under tiden snabbt kunde ställas om mellan vänster- och högertrafikvagn. Före dagen H kunde högertrafikvagnar, M25:orna gå baklänges som andravagnar efter en vänstertrafikvagn. Efter högertrafikomläggningen vändes tågen och högervagnen gick först med en vänstervagn akterkopplad som andravagn. Efterhand byggdes vänstertrafiksvagnarna om, förutom 15 vagnar som sparades till Angeredsbanan som kördes utan vändslinga i flera år.
- En manövervagn är en motorlös släpvagn som har en förarhytt i ena ändan. Denna går antingen först eller sist i spårvagnståget beroende på riktning. Liksom dubbelriktningsvagnarna används dessa på spårvägar utan vändslingor.

Mötessida
- Normalt möts spårvagnar på samma sida som vägtrafiken. Undantag finns på vissa sträckor utan vägtrafik. I Sverige bytte man sida i samband med högertrafikomläggningen 1967.
- På sträckan Hjällbo–Angered Centrum på Angeredsbanan i Göteborg är plattformarna belägna i mitten. För att klara detta med enkelriktade högertrafikvagnar, körs vänstertrafik på sträckan. Även på J. Sigfrid Edströms gata i Göteborg möts spårvagnarna i vänstertrafik. Denna gata tillåter inte allmän vägtrafik, utan leder in och ut ur Vagnhallen Gårda och till Gårdahallen, som är byggd för vänstertrafik.

På Nockebybanan har man vänstertrafik på Alviks station för få bättre övergångar till tunnelbanan. Man byggde 1967 ett spårkors strax före Alléparken så att resten av Nockebybanan kunde byta till högertrafik. Mycket spårväg lades ned i Sverige för högertrafikomläggningens skull.
Övrigt
- Spårvagnars signal är som regel en klocka och inte en vissla eller siren. Undantag finns dock, särskilt för de spårvagnar som trafikerar järnvägar. Långedragsbanans speciella vagnar var till exempel utrustade med en tryckluftsvissla, och Angeredsbanans med en membransiren; detta på den tiden då dessa linjer hade egna spårvagnar, medan idag trafikeras linjerna med Göteborgs Spårvägars ordinarie spårvagnar.

### Duospårvagn

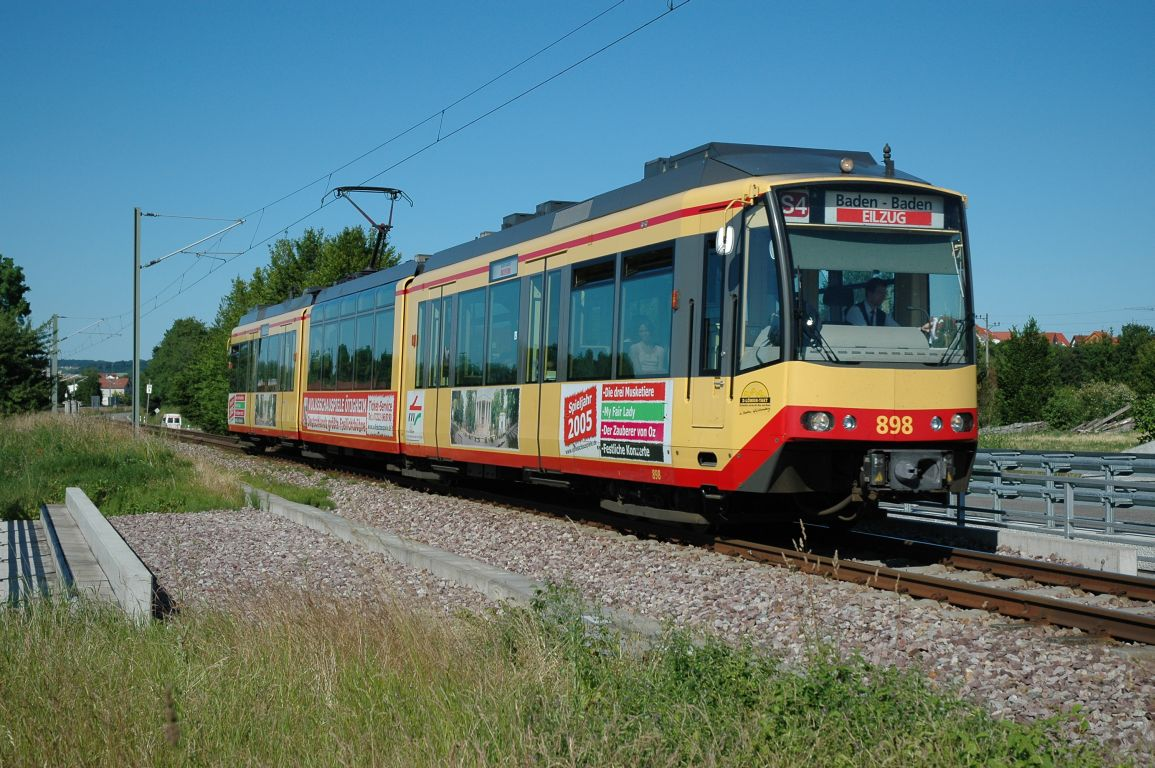
Duospårvagn Duewag GT8 vid Karlsruhe på järnvägsspår.

Duospårvagn är en spårvagn avsedd att kunna trafikera både järnväg och spårväg. Den måste därför bland annat vara anpassad för olika linjespänningarna och signalsystemen. Duospårvagnar kan även vara anpassade för drift på oelektrifierade banor, de har då en dieseldriven generator som ger ström till vagnens elektriska motorer och övriga elsystem ombord. 
Det finns även fordon försedda med strömavtagare för både kontaktledning och strömskena som kan trafikera både spårväg och tunnelbana till exempel i Amsterdam.

## Framdrivningssystem

### Hästanspänning

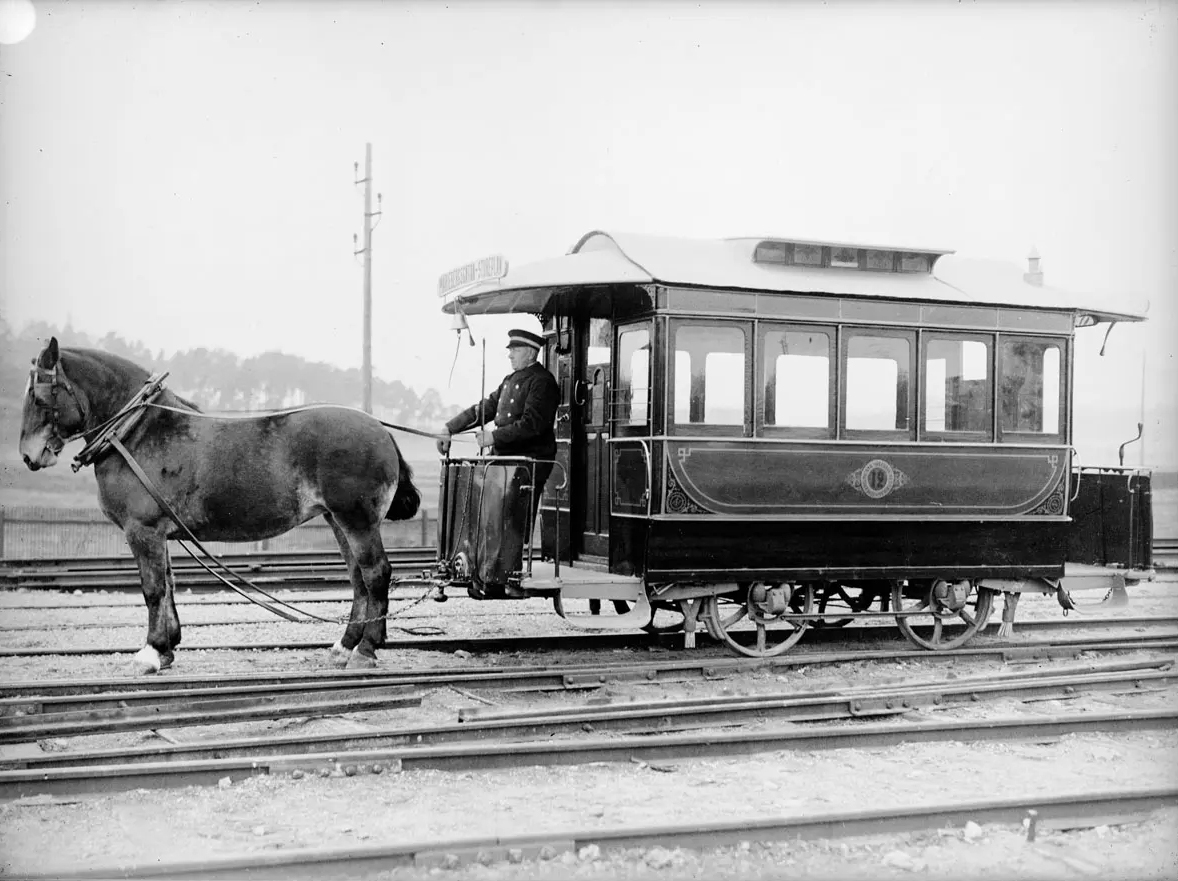
Hästspårvagn från år 1877 tillhörande Stockholms Nya Spårvägsaktiebolag.

Hästspårvagnar var den ursprungliga driftformen och var i Sverige vanlig fram till sekelskiftet 1900, då eldriften slog igenom.

### Ångdrift
Ångspårvagnar av olika typer användes främst i brytningstiden mellan häst- och eldrift. De var vanligen konstruerade så att drivenheten, alltså ångmaskinen med tillhörande utrustning, upptog omkring 1/3 av vagnen, medan resten var passagerarutrymme. Även ångspårvagnar med separat lok har förekommet, till exempel i Bern i Schweiz.

### Kabeldrift
I städer med branta backar har kabelspårvagnar använts. De fungerar så att föraren medelst en gripklo under vagnen griper tag i en kontinuerligt löpande stållina, varvid vagnen sätts i rörelse. Spårvagnar med kabeldrift finns i San Francisco.
Se huvudartikel Kabelspårväg.

### Förbränningsmotordrift
Där kontaktledningsbygge inte varit möjligt har det använts bensin- eller dieseldrivna spårvagnar. En sådan linje fanns i Stockholm mellan Karlaplan och Frihamnen.

### Eldrift

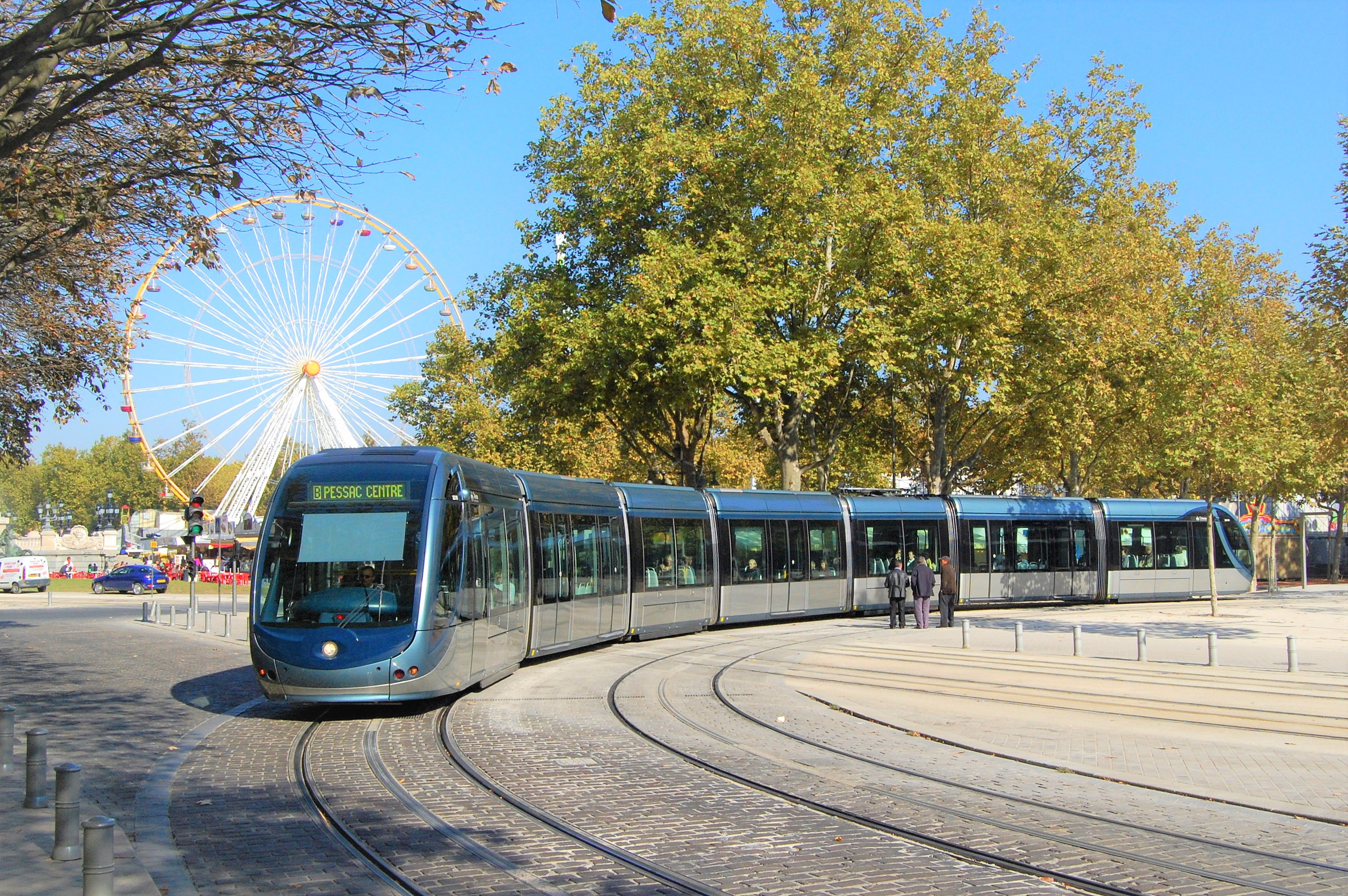
Ledspårvagn av modell Alstom Citadis i Bordeaux på en kontaktledningsfri sträcka.

Den i dag överlägset vanligaste typen av spårvagn är den elektriska. Den drivs av elmotorer, vars varvtal regleras av föraren med hjälp av en kontroller. Strömmen finns tillgänglig längs banan i en kontaktledning och överförs till vagnen via en strömavtagare. Som den andra polen tjänstgör stålhjulen och strömmen leds tillbaka via rälsen. Normalt används omkring 600 V likspänning.
Den absolut vanligaste konstruktionen innebär att kontaktledningen hängts upp ovanför rälsen och att strömavtagaren anbringats på spårvagnens tak, men i vissa länder, exempelvis Storbritannien och USA har det i vissa fall använts det så kallade "conduit-systemet", som innebär att strömförsörjningen sker via en tredje skena på marken. Exempel på städer där man har valt att använda conduit-system, ofta på grund av stadsbildsskäl, är de nedlagda näten i London och Washington DC.
I Bordeaux inrättades 2003 ett modernt system med kontaktledningen i gatan. Den är här inte nedgrävd, utan ligger i gatunivå, men blir endast spänningsförande, när vagnen är ovanför. Även spårvägssystem med ackumulatorbatterier förekommer, till exempel korta sträckor i Nice där kontaktledning inte önskas.

## Spårvagnstyper

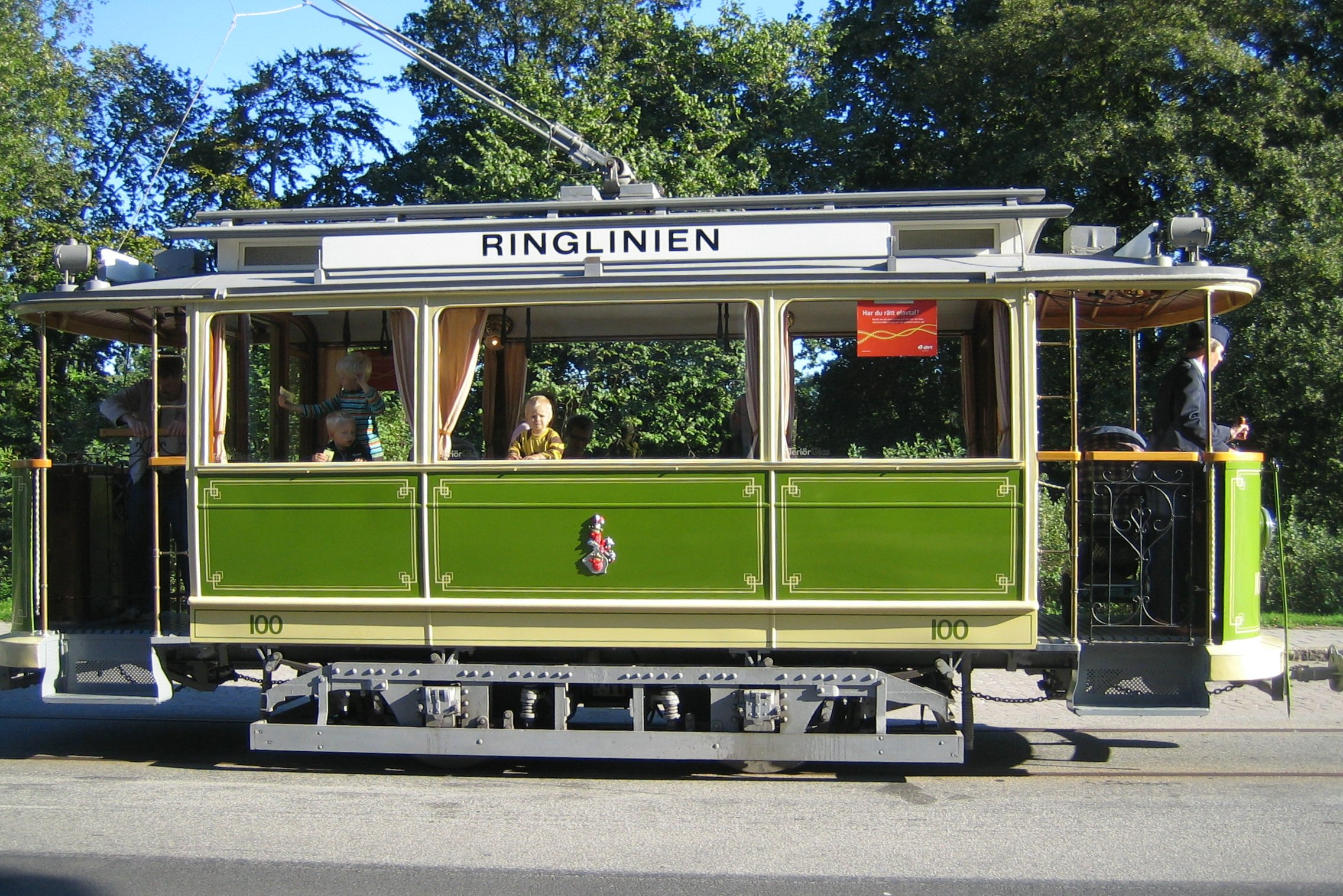
Plattformsvagn från Malmö.

- Plattformsvagn – Spårvagn med en central kupé med bänkar och separata plattformar med ståplatser och förarplats. Plattformsvagnar var byggda i trä på ett stålunderrede (truck) och manövrerades med kontroller med vev. Denna typ var den dominerande i Europa fram till 1940-talet.
- Boggispårvagn – Vagnsmodell utan separata plattformar, med kontroller med ratt. Byggdes under 1940- och 50-talen. Denna typ var den dominerande vagntypen fram till 1990-talet och hade två drivboggier, i regel med vardera två drivande axlar.
- Pedalvagn, en spårvagn som manövreras med fotpedaler, och inte med manöverspak/-vev/-ratt.
- PCC-spårvagn – Presidents Conference Committee, en pedalvagn som utvecklades i USA på 1930-talet och byggdes på licens av PCC.
- Ledspårvagn – Spårvagn med två eller flera vagnsmoduler, som är ihopbyggda med leder.
- Låggolvsspårvagn – Spårvagn som helt eller delvis har ett golv med lågt insteg.
- Duospårvagn – Spårvagn som även kan trafikera en järnväg. Duospårvagnar kan också vara försedd med dieselelektrisk drift.
- Spårvagn för snabbspårväg – Vanligtvis en större och tyngre spårvagn, med högre högsta hastighet och avsedd för förortslinjer med större avstånd mellan hållplatserna. Sådana linjer kan vara formellt klassificerade som järnväg.

## Spårvägar i urval
| Spårväg           | Banlängd (km) | Linjelängd (km) | Antal linjer | Hållplatser | Land                    |
| ----------------- | ------------- | --------------- | ------------ | ----------- | ----------------------- |
| Melbourne         | 245           |                 | 28           | 1813        | Australien              |
| S:t Petersburg    | 220           |                 |              |             | Ryssland                |
| Berlin            | 200           | 300             | 22           | 382         | Tyskland                |
| Paris             | 196,6         |                 | 15           | 283         | Frankrike               |
| Köln & Bonn       | 192           |                 | 18           | 222         | Tyskland                |
| Wien              | 176           | 225             | 30           |             | Österrike               |
| Göteborg          | 173           | 190             | 12           | 133         | Sverige                 |
| Valencia          | 161           |                 | 5            |             | Spanien                 |
| Milano            | 157           |                 | 17           |             | Italien                 |
| Budapest          | 156,85        | 349             | 31           |             | Ungern                  |
| Leipzig           | 143           |                 | 13           |             | Tyskland                |
| Prag              | 140           |                 | 25           |             | Tjeckien                |
| Bryssel           | 138,9         |                 | 19           |             | Belgien                 |
| San Francisco     | 115           |                 | 7            |             | USA                     |
| Stuttgart         | 114,5         | 192             | 15           |             | Tyskland                |
| Amsterdam         | 95            |                 | 16           |             | Nederländerna           |
| Oslo              | 94            |                 | 6            | 99          | Norge                   |
| Helsingfors       | 89            |                 | 12           | 300         | Finland                 |
| München           | 75            | 93,3            | 11           | 155         | Tyskland                |
| Toronto           | 75            | 116             | 11           | >100        | Kanada                  |
| Rotterdam         | 75            |                 | 9            |             | Nederländerna           |
| Zürich            | 72,6          |                 | 17           |             | Schweiz                 |
| Antwerpen         | 72            | 110,1           | 12           |             | Belgien                 |
| Frankfurt am Main | 67,25         |                 | 10           | 128         | Tyskland                |
| Szczecin          | 60            |                 | 12           |             | Polen                   |
| RandstadRail      | 60            |                 | 3            | 66          | Nederländerna           |
| Zagreb            | 54,2          |                 | 15           |             | Kroatien                |
| Strasbourg        | 49,8          | 70,8            | 6            | 86          | Frankrike               |
| Bordeaux          | 43,3          | 44,3            | 3            | 84          | Frankrike               |
| Stockholm         | 37,9          | 37,9            | 4            | 59          | Sverige                 |
| Dublin            | 34            | 34              | 2            | 47          | Irland                  |
| Lissabon          | 31            | 48              | 6            | 108         | Portugal                |
| Barcelona         | 29,2          | 49,6            | 6            | 56          | Spanien                 |
| London (Croydon)  | 28            |                 | 3            | 39          | Storbritannien          |
| Charleroi         | 25            |                 | 4            |             | Belgien                 |
| Aten              | 24            |                 | 4            |             | Grekland                |
| Sarajevo          | 22,9          |                 | 7            | 28          | Bosnien och Hercegovina |
| Norrköping        | 18,7          | 25,9            | 3            | 50          | Sverige                 |
| Hongkong          | 13            | 30              | 6            |             | Hongkong                |
| Bergen            | 9,8           | 9,8             | 1            | 15          | Norge                   |
| Lund              | 5,5           | 5,5             | 1            | 9           | Sverige                 |

## Spårvagnstermer
- Förare - En spårvagn framförs av en spårvagnsförare.
- Konduktör - Ibland förekommer separat personal, som tar upp avgiften eller klipper biljetter.
- Vagnhall - I vagnhallen ställs vagnarna upp, när de inte används.

## Spårvagnsrekord
- Riffelalptram ovanför Zermatt i schweiziska alperna är världens kortaste spårvagnslinje (675 meter), och den högst belägna i Europa (2211 m över havet).
- Den längsta linjen specifikt byggd för spårvagn är 68 km långa Kusttram, som följer hela Belgiens kust.
- Den längsta sträcka man kan resa med spårvagn är 102 km från Witten-Heven till Tönisvorst, via bl.a. Bochum, i Rhen-Ruhr-regionen i Tyskland. Spårvagnarna går då delvis på järnväg. (Det är inte en och samma linje - sju byten krävs.)
- Världens längsta traditionella höggolvsspårvagnar går på Rhein-Haardtbahn i och utanför Ludwigshafen i Tyskland, med 38,5 meter.
- I Budapest finns världens längsta låggolvsspårvangar, 54 meter långa.
- I Wien och Oradea i Rumänien finns de spårvagnar som har den lägsta golvhöjden, 180 mm över rälsens överkant.

### Slangartade benämningar
I dagligt tal kallas spårvagn för "vagn" i Göteborg, "spåra" i Helsingfors, "spånka" eller "spårvang" i Norrköping, "trick" på stadsspårvagnens storhetstid i Stockholm, vilket även är det norska ordet för spårvagn (elektrisk) och är bildat av slutstavelsen i det engelska ordet electric, som i sin tur ingår i frasen electric tram, det vill säga elektrisk spårvagn. I Malmö kallades den, på sin tid, för "spiggan", och i Jönköping för "låda".